# Paweł Samecki
Paweł Samecki (* 12. března 1958, Lodž) je polský ekonom. Působil jako evropský komisař pro regionální politiku (2009–2010). Je ženatý a má dvě děti.